# 尼古劳斯·马夫罗马蒂斯
尼古劳斯·马夫罗马蒂斯（希臘語：Νικόλαος Μαυρομμάτης，1980年7月19日—），希腊男子射击运动员，2023年欧洲运动会男子双向飞碟团体铜牌得主、2023年世界射击锦标赛男子双向飞碟团体银牌得主。